# Evfonij
Evfonij je nizko tenorsko trobilo, ki se največkrat uporaba v vojaški godbi.
Samo ime izhaja iz grške besede euphonion, ki pomeni sladko zveneč.